# Jabłonna (Sainte-Croix)
Pour les articles homonymes, voir Jabłonna.
Jabłonna est une localité polonaise de la gmina de Brody, située dans le powiat de Starachowice en voïvodie de Sainte-Croix.